# Christiaan August van Sleeswijk-Holstein-Sonderburg-Augustenburg

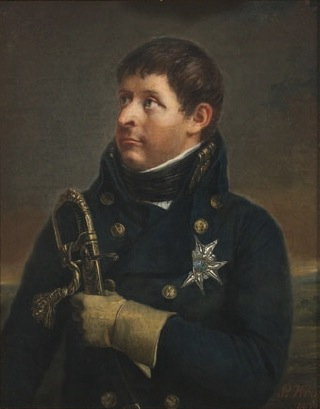
Karel August

Christiaan August (Augustenburg, 9 juli 1768 – Skåne, 28 mei 1810), prins van Sleeswijk-Holstein-Sonderburg-Augustenburg, was als Karel August kroonprins van Zweden. Hij was de derde zoon van Frederik Christiaan van Sleeswijk-Holstein-Augustenburg en Charlotte van Sleeswijk-Holstein-Sonderburg-Plön.
Hij nam reeds vroeg dienst in het Deense leger, diende in 1796-1801 onder aartshertog Karel in het leger van Oostenrijk en werd in 1803 opperbevelhebber in Noorwegen. In de Deens-Zweedse Oorlog van 1808-1809 blonk hij zodanig uit, dat zijn kinderloze oom Karel XIII besloot hem te adopteren en door de rijksdag tot troonopvolger te laten kiezen.
Christiaan August verving hierop zijn eerste - in Zweden impopulaire - voornaam door Karel en legde op 24 januari 1810 de eed af. Hij stierf echter reeds op 28 mei van datzelfde jaar. Door zijn plotselinge dood ontstond al snel het gerucht dat de kroonprins vergiftigd zou zijn. Axel von Fersen, die hiervan door het volk werd verdacht, werd gelyncht toen hij als rijksmaarschalk het lijk naar Stockholm vervoerde. Of Karel August werkelijk werd vergiftigd is nooit duidelijk geworden, maar tegenwoordig wordt algemeen aangenomen dat Von Fersen met zijn dood in ieder geval niets te maken had.
Karel XIII adopteerde na Karel Augusts dood de Fransman Jean-Baptiste Bernadotte, die in 1818 als Karel XIV Johan de Zweedse troon besteeg.